# 圣弗朗
圣弗朗（法語：Saint-Vran，法語發音：[sɛ̃ vʁɑ̃]）是法国阿摩尔滨海省的一个市镇，位于该省东南部，属于迪南区。

## 地理
圣弗朗（48°14'16"N, 2°26'32"W）面积28.12 平方千米，位于法国布列塔尼大區阿摩尔滨海省，该省份为法国西北部沿海省份，位于布列塔尼半岛北部，北濒大西洋英吉利海峡，西接菲尼斯泰尔省，南至莫尔比昂省，东临伊勒-维莱讷省。
与圣弗朗接壤的市镇（或旧市镇、城区）包括：洛尔南、梅里亚克、勒默内、梅尔德里尼亚克。

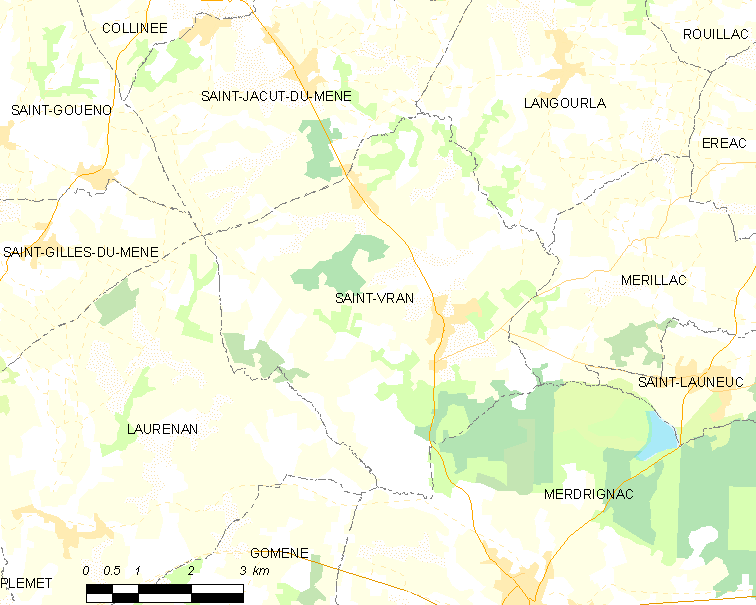
圣弗朗的OSM定位图

圣弗朗的时区为UTC+01:00、UTC+02:00（夏令时）。

## 行政
圣弗朗的邮政编码为22230，INSEE市镇编码为22333。

## 政治
圣弗朗所属的省级选区为布龙县。

## 人口

1962-2008年间圣弗朗人口变化图示

圣弗朗于2022年1月1日时的人口数量为755人。